# Régiment de Languedoc (1672)
Pour les articles homonymes, voir régiment de Languedoc.
Le régiment de Languedoc est un régiment d’infanterie du royaume de France créé en 1672 devenu sous la Révolution le 67e régiment d'infanterie de ligne.

## Création et différentes dénominations
- 20 mars 1672 : création du régiment de Languedoc par extraction du régiment Royal-Roussillon
- 1er janvier 1791 : renommé 67e régiment d’infanterie de ligne

## Colonels et mestres de camp
- 20 mars 1672 : N. Duvivier de Villandezet
- 1675 : N., marquis d’Issart
- 10 octobre 1680 : Jean le Camus, marquis de Pusignan, brigadier le 28 février 1686, † 1er mai 1689
- 6 juin 1689 : Antoine Louis de Pardaillan de Gondrin, marquis d’Antin
- 1er avril 1696 : Jean François, marquis de Marillac, brigadier le 28 juin 1702, † 13 août 1704
- 17 septembre 1704 : Pierre d’Arros, baron d’Argelos, brigadier le 22 juin 1707, † 1er mars 1715
- 20 février 1712 : Jean Armand, comte d’Arros, neveu du précédent
- 16 avril 1738 : Philippe Henri, comte Duglas, déclaré brigadier en juin 1745 par brevet expédié le 1er mai, † 28 mars 1748
- 8 mai 1748 : Jean François Charles de Molette, marquis de Morangies
- 1er décembre 1762 : Claude Théophile, comte de Boeil
- 11 août 1764 : Louis Henri, marquis de Caupenne
- 3 janvier 1770 : Guy Joseph, marquis de Donissan
- 11 novembre 1782 : Pierre Jean, marquis de Las Cases
- 25 juillet 1791 : Claude, marquis de Saint-Simon
- 19 décembre 1791 : Marie Alexis François Régis Renauld
- 18 novembre 1792 : Pierre Elizée Ferrand de Roze

## Historique des garnisons, combats et batailles
- En avril 1702, deux bataillons du régiment sont transférés par bateau dans la place de Kaiserswerth, assiégée par les troupes impériales[1].

- 10 février 1749 : renforcé par incorporation du régiment d’Aunis

- Le régiment arrive à Québec le 19 juin 1755. Les soldats du régiment partent immédiatement pour le Fort Saint-Frédéric, sous les ordres de Jean-Armand Dieskau, où ils repoussent les troupes britanniques au lac George. Après la bataille du lac George, le régiment est envoyé au Fort Carillon, qui était en construction. Le régiment est ensuite envoyé plus au sud pour participer a la bataille de Fort William Henry. Le 8 juillet 1758, le deuxième bataillon participe à la bataille de Fort Carillon. En mai 1759, il est envoyé à Québec où il participe à la défense de la ville. Il prend part aux batailles de Beauport, des plaines d’Abraham, et de Sainte-Foy[2].
- Lors de la réorganisation des corps d'infanterie français de 1762, le régiment conserve ses deux bataillons et est affecté au service de la Marine et des Colonies et à la garde des ports dans le royaume.
L'ordonnance arrête également l'habillement et l'équipement du régiment comme suit[3]
Habit, parements, veste et culotte blancs, revers et collet verts, pattes plus larges que hautes garnies de six boutons, trois de chaque côté, trois sur la manche de l'habit, quatre au revers et quatre au-dessous : boutons jaunes, avec le no 53. Chapeau bordé d'or.
- Le 67e régiment d’infanterie de ligne a fait les campagnes de 1792 et 1793 à l’armée du Rhin ; 1794 à l’armée du Nord ; 1795 et 1796 à l’armée de l’Ouest

## Drapeaux
3 drapeaux, dont un blanc colonel, et 2 d’ordonnance « violets & feuilles mortes par opposition, & croix blanches ».

Drapeaux du régiment de Languedoc
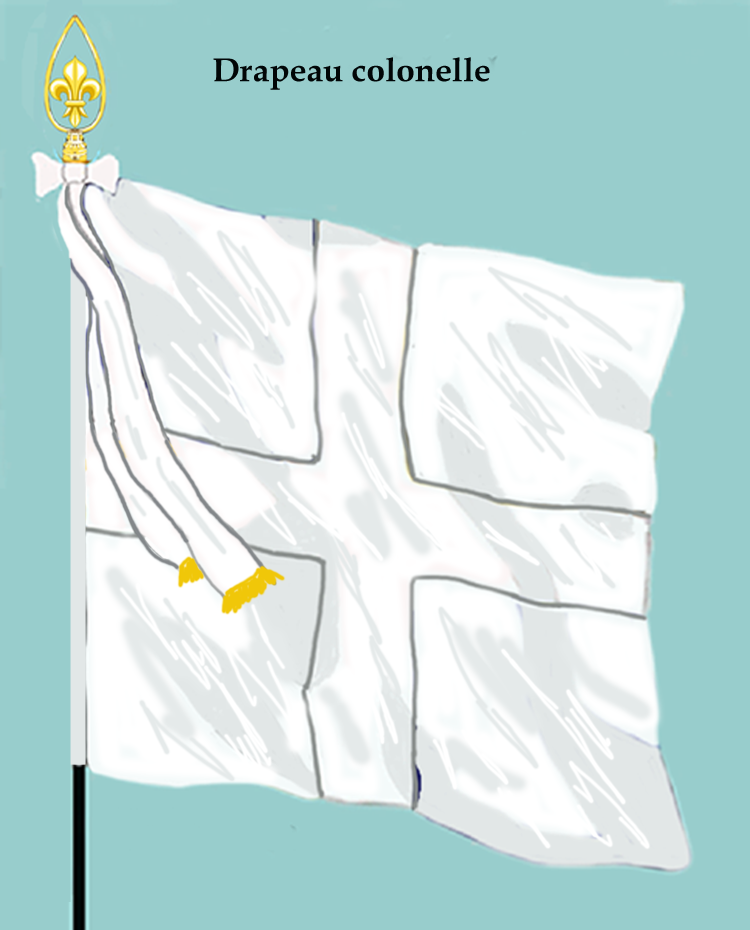
drapeau colonel de 1672 à 1791
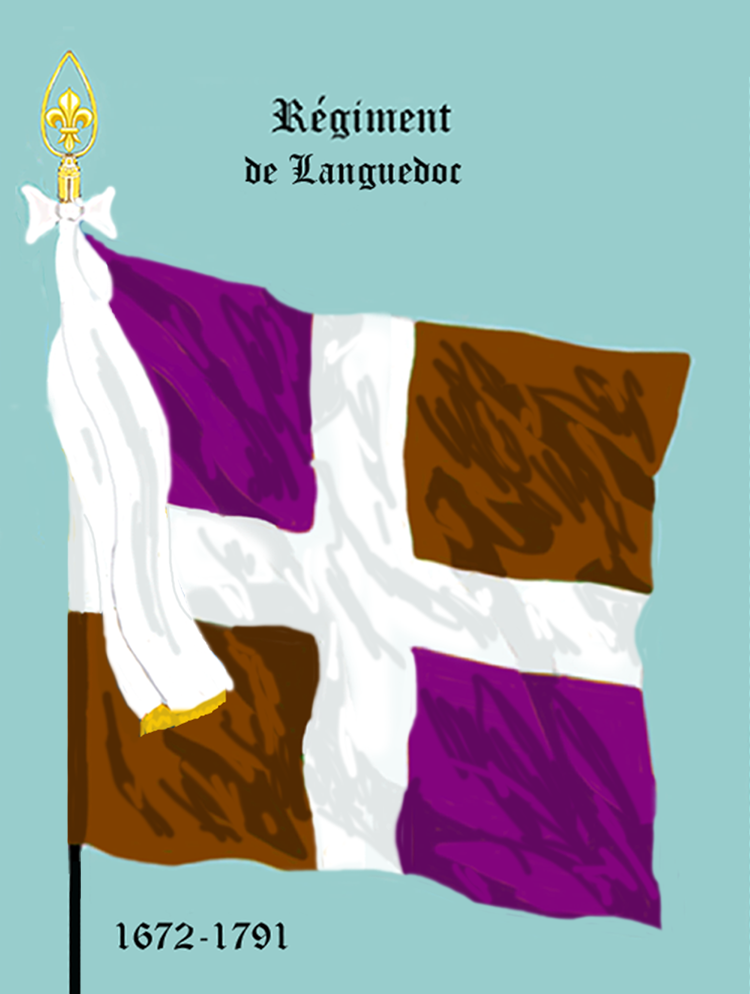
drapeau d’ordonnance de 1672 à 1791

## Habillement

Uniformes
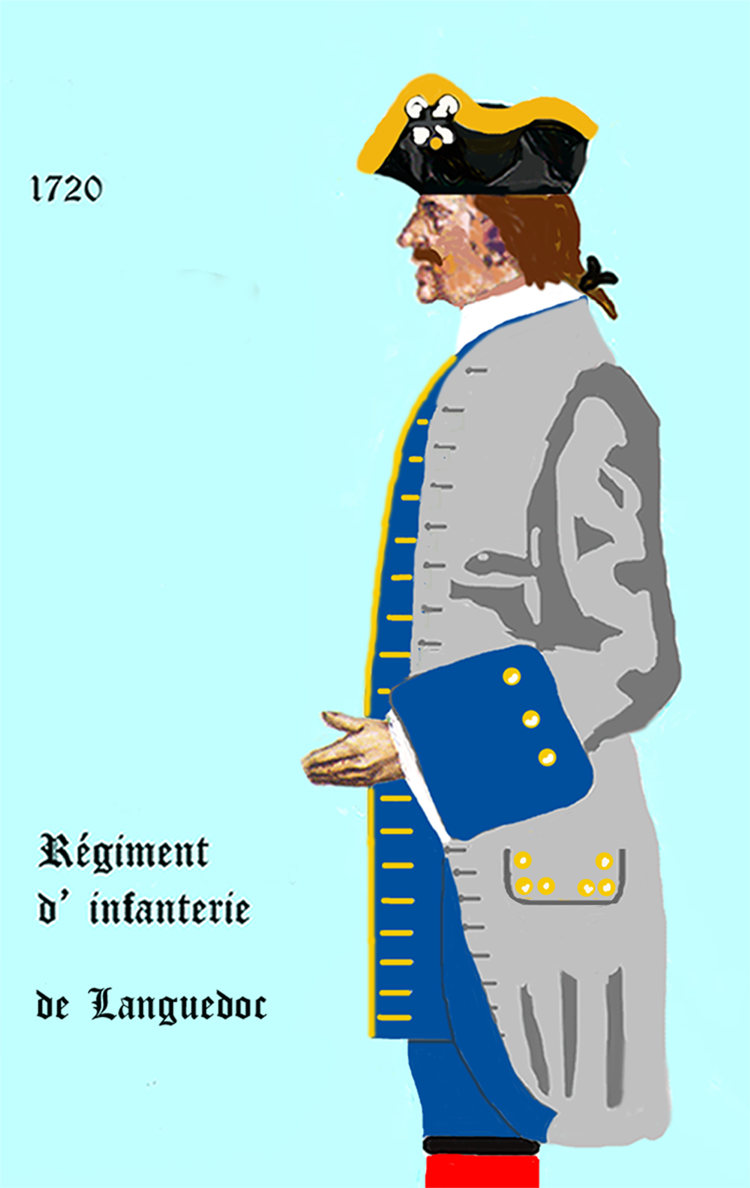
régiment de Languedoc de 1720 à 1734
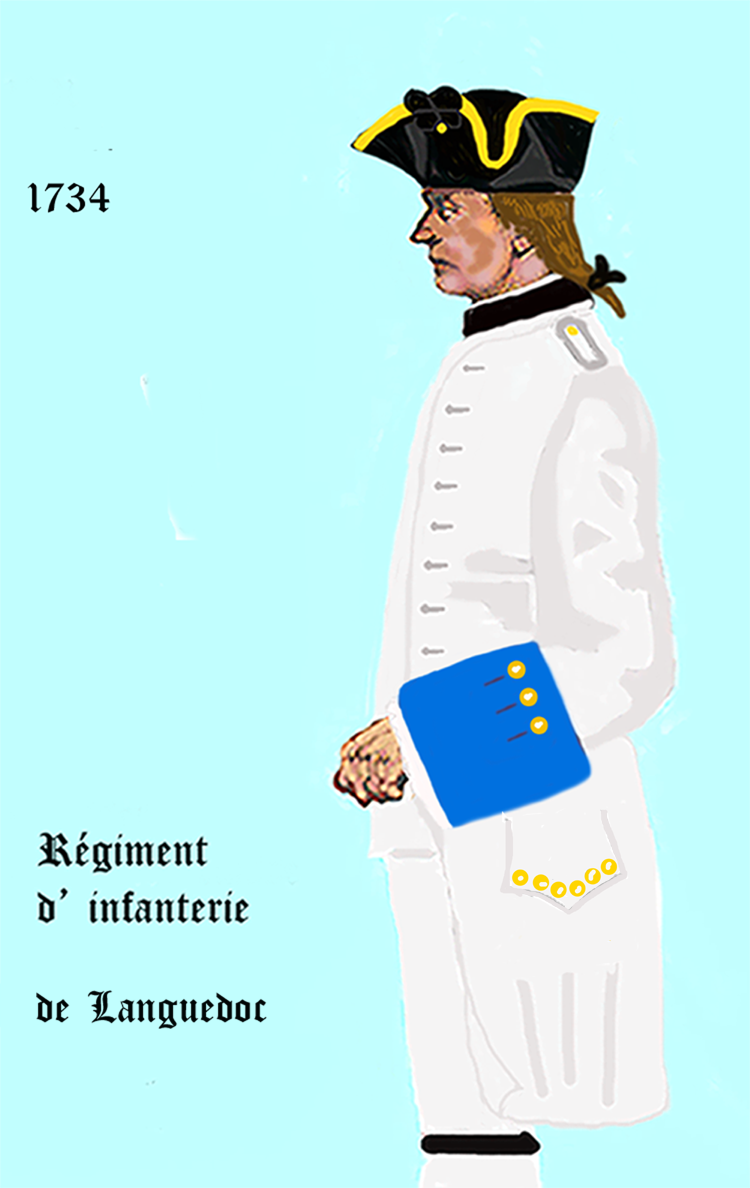
régiment de Languedoc de 1734 à 1757
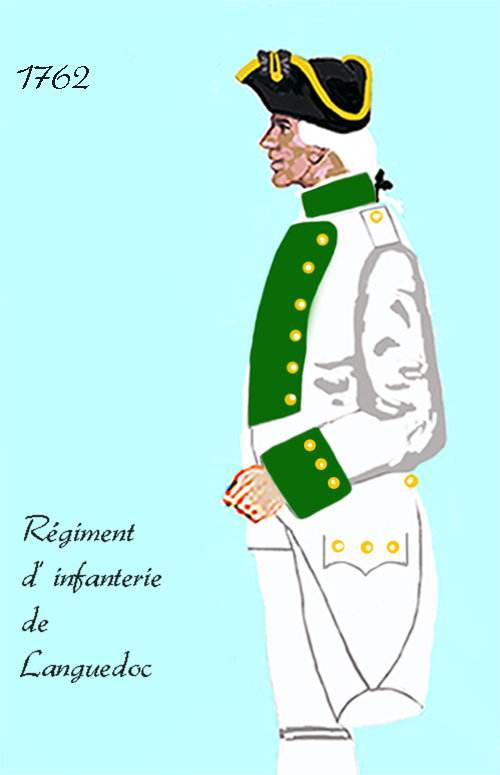
régiment de Languedoc de 1762 à 1767
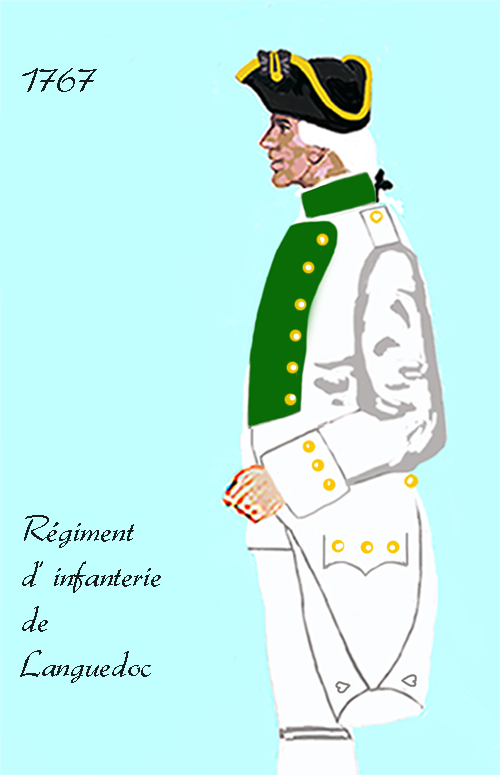
régiment de Languedoc de 1767 à 1776

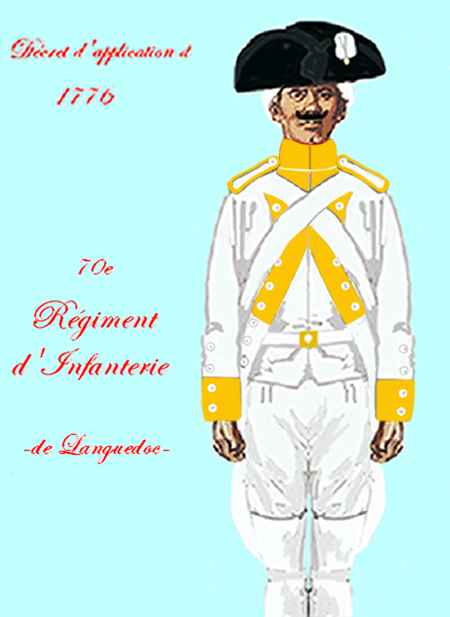
régiment de Languedoc de 1776 à 1779
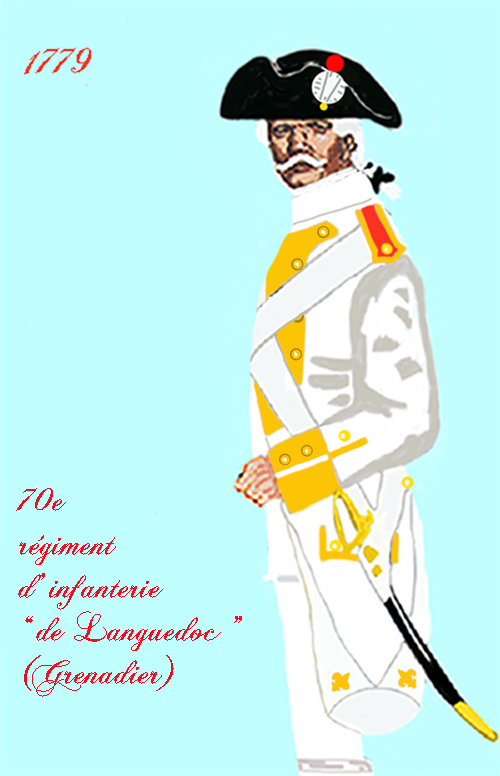
régiment de Languedoc de 1779 à 1791
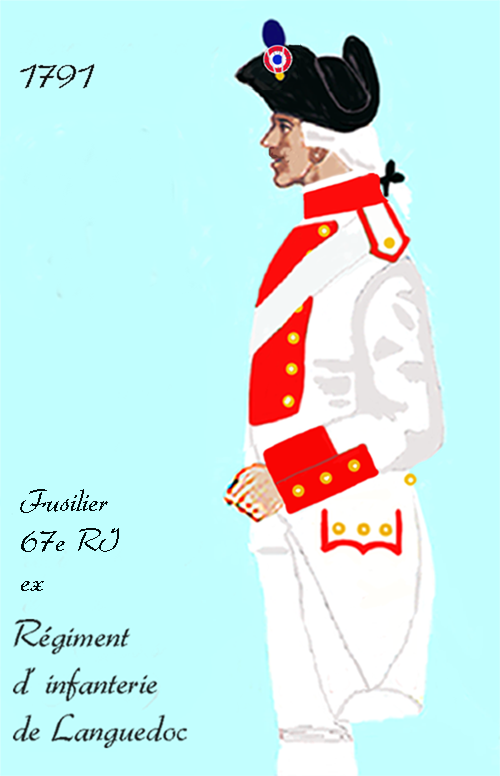
67e régiment d’infanterie de ligne de 1791 à 1792
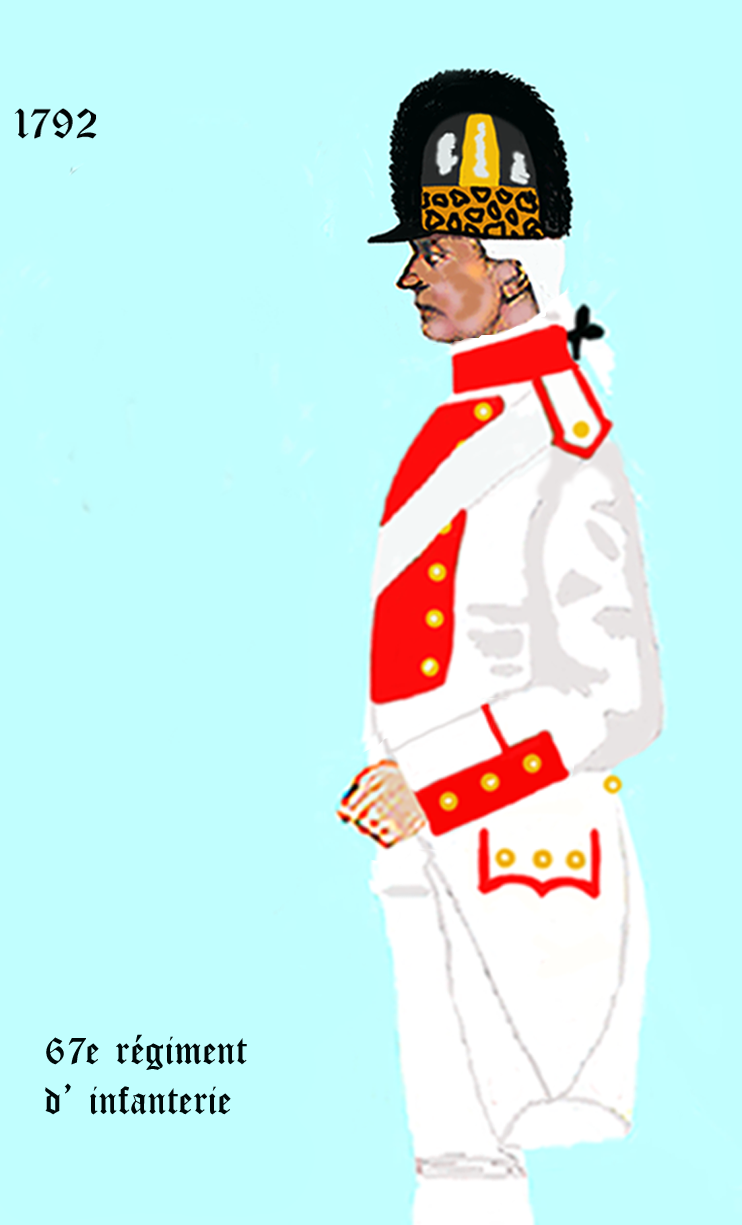
67e régiment d’infanterie de ligne de 1792 à 1797

## Personnalités ayant servi au régiment
- Jean-Laurent de Durfort-Civrac (1746-1826), colonel en second au régiment de Languedoc
- Capitaine La Rochebaucourt aide de camp du général Louis-Joseph de Montcalm

### Sources et bibliographie
- Jacques de Quincy, Histoire militaire du règne de Louis le Grand, vol. 3, (Paris), 1726, 825 p..
- Lieutenant général de Vault, Mémoires militaires relatifs à la guerre d'Espagne sous Louis XIV, vol. 1, Imprimerie Royale (Paris), 1835, 910 p. (lire en ligne).
- Chronologie historique-militaire, par M. Pinard, tome 8, Paris 1778
- Louis Susane, Histoire de l'ancienne infanterie française, t. 4, 1876, p. 358 à 367